# Duff Gibson
Duff Gibson (Vaughan, 11 augustus 1966) is een voormalig Canadees skeletonracer.

## Carrière
Op de Olympische Winterspelen van 2006 won hij de gouden medaille bij het skeleton. Op de Olympische Winterspelen van 2002 eindigde hij als tiende. Gibson heeft skeleton beoefend van 1999 tot 2006.

## Resultaten

### Olympische Winterspelen

#### Skeleton
| Jaar | Plaats | Resultaten |
| ---- | ------ | ---------- |
| 2006 | Turijn | mannen     |